# Triglifo

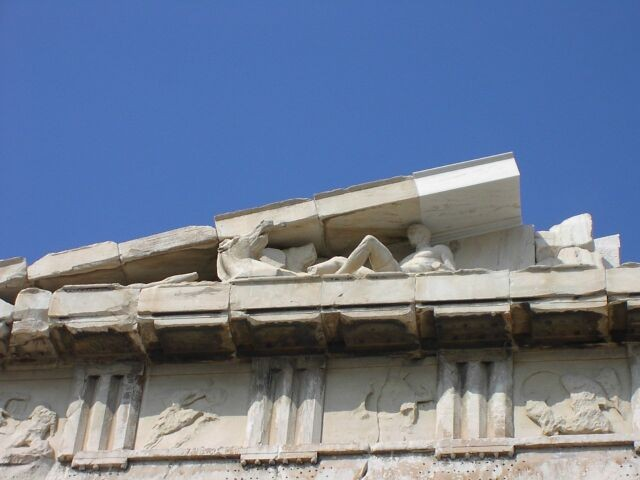
Triglifos y metopas en el friso del Partenón.

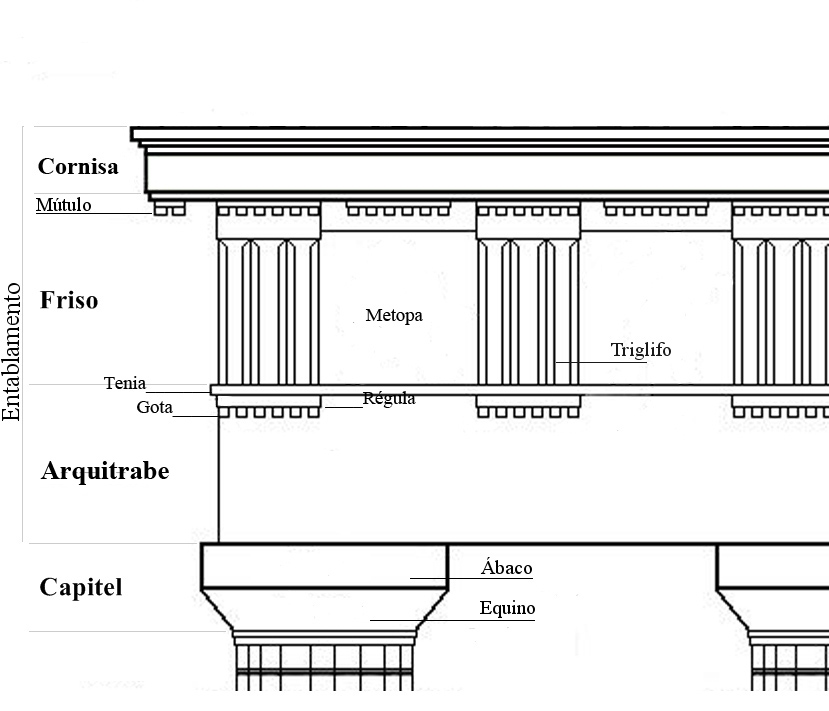
Elementos del orden dórico (la alineación no es perfecta).

Un triglifo o tríglifo (del griego τρίγλυφος: τρί, tri; tres, γλύφος, glifos, acanaladuras, entalladuras) es un ornamento arquitectónico característico del friso dórico. Tiene forma de rectángulo en relieve, más alto que ancho, con tres bandas verticales separadas por dos acanaladuras completas y dos mediadas, una en cada extremo. A veces solo existen las acanaladuras centrales.
Este motivo ornamental del friso dórico alterna siempre con otro motivo, la metopa, de superficie rectangular y decorada con relieves.
Los triglifos normalmente están verticalmente alineados sobre las columnas y sobre el punto medio de cada intercolumnio. Debajo de cada triglifo, bajo la tenia, se encuentra la régula (una banda horizontal del tamaño del triglifo), de la que penden seis gotas de piedra.

## Origen
Según Vitruvio, los triglifos representaban las cabezas rectangulares de las vigas utilizadas en la construcción de los primitivos templos de madera que precedieron a la arquitectura griega en piedra. Estas cabeceras de viga se decoraban con entalladuras similares a los triglifos y se pintaban con cera azul.

## Utilización
Se han encontrado ornamentos similares, que algunos autores ya denominan triglifos, en los palacios minoicos y micénicos con representaciones de rosetones alineados verticalmente junto a otras bandas verticales. Estos ornamentos podrían haber derivado, en la arquitectura clásica tanto griega como romana, en la alternancia tiglifo/metopa, así como su resurrección como motivo decorativo en la arquitectura neoclásica de finales del siglo XVIII.

## Imágenes de triglifos

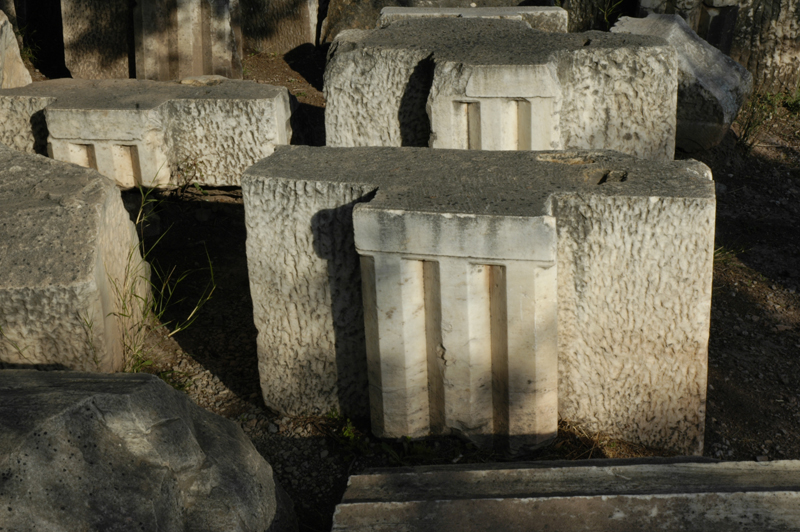
Bloques de triglifos con rebajes para la inserción de metopas en la «Marmaria» de Delfos.
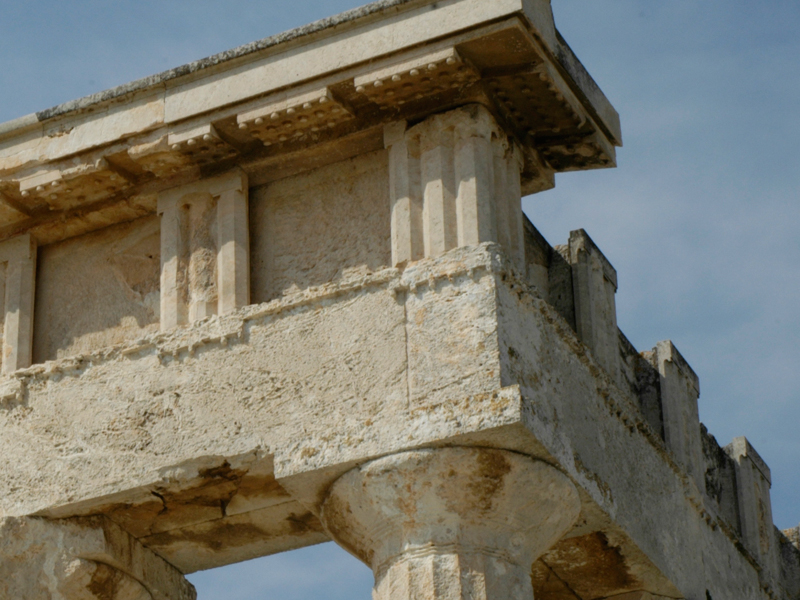
Triglifos (con rebajes para la inserción de metopas) en el friso dórico del Templo de Afea.
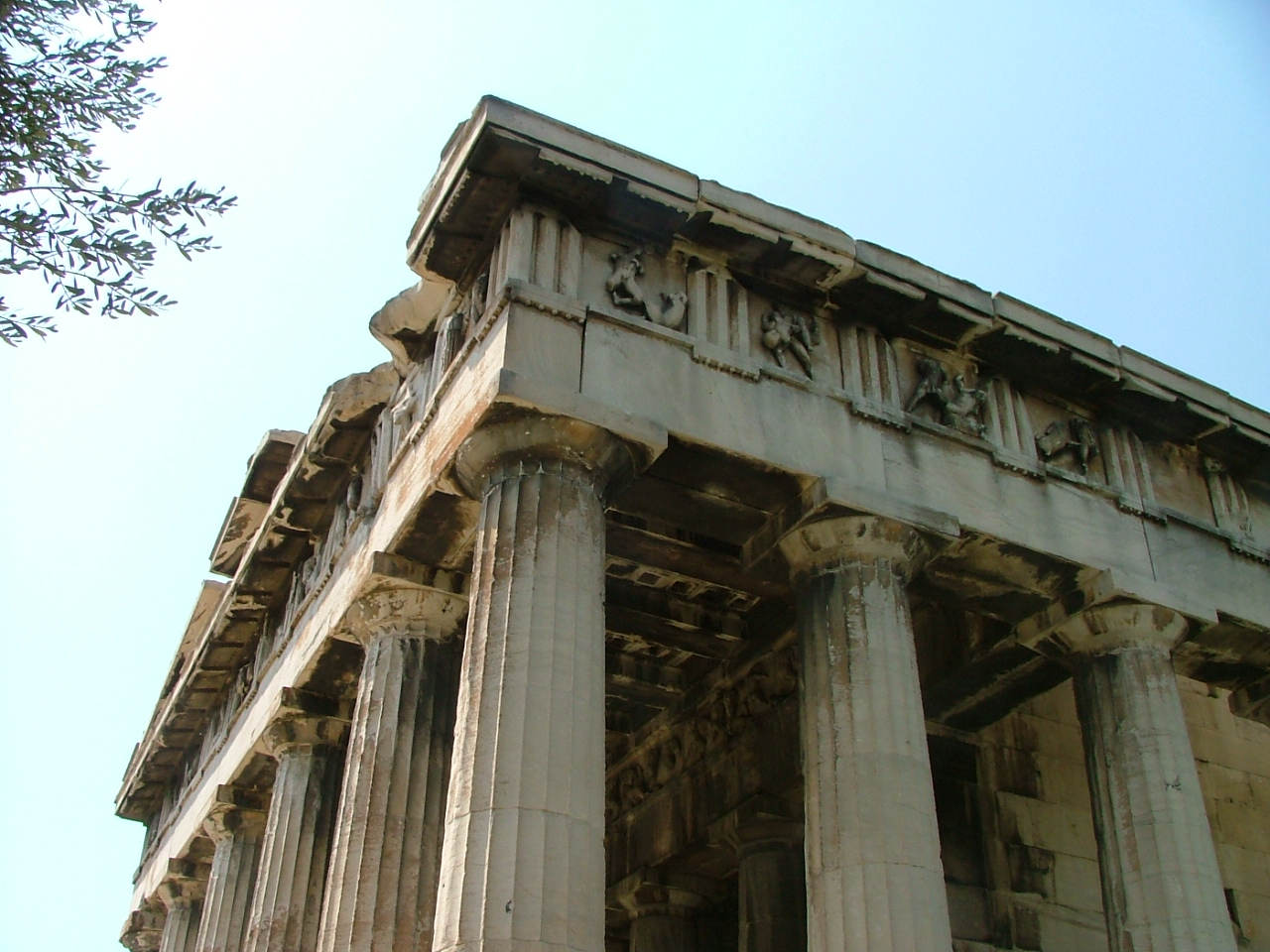
Entablamento del Hefestión, en Atenas, mostrando friso dórico con alternancia de triglifos y de metopas en relieve.
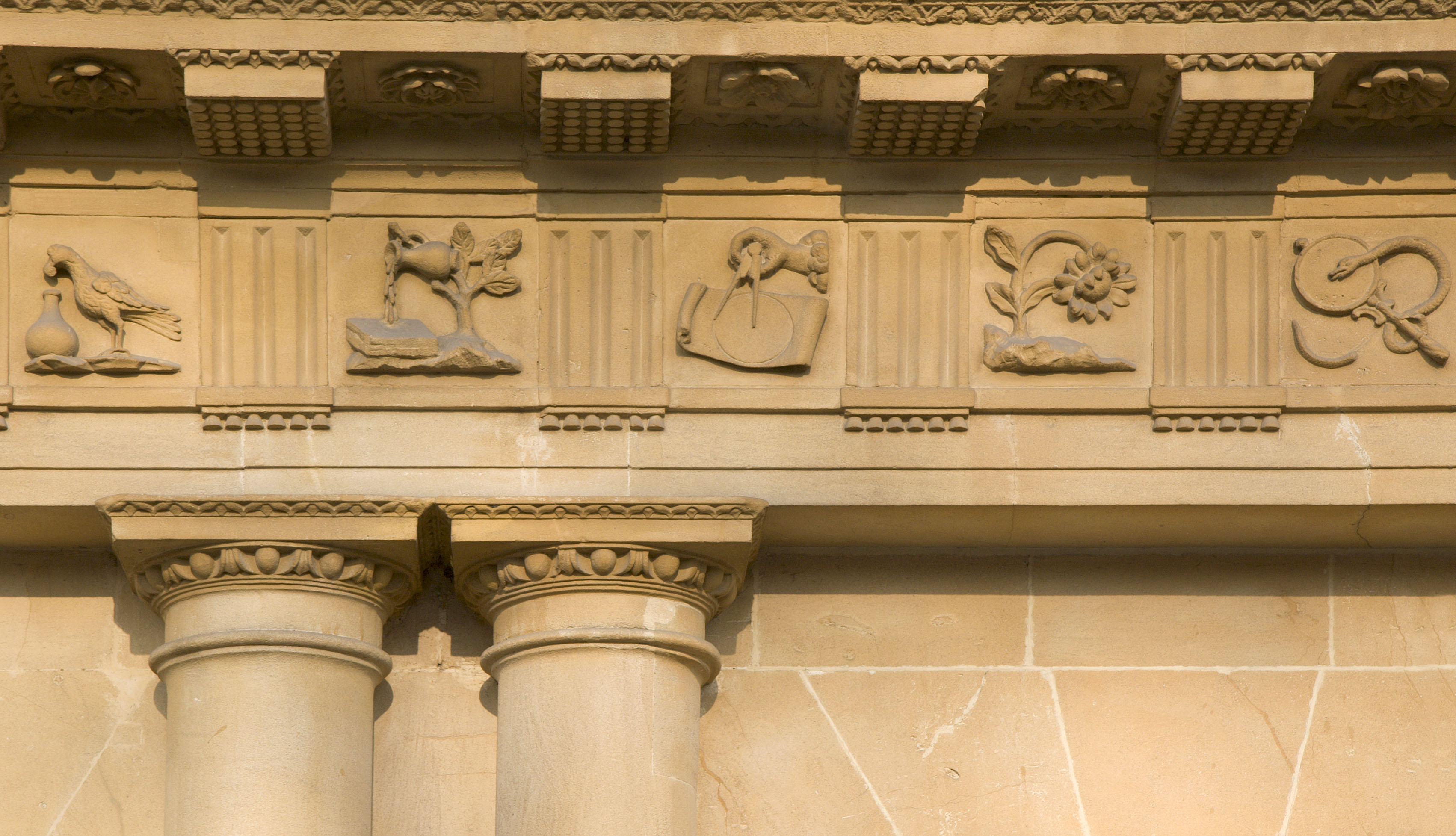
Parte del friso neoclásico de The Circus (Bath) de 1754 diseñado por John Wood el Viejo, alternando triglifos y emblemas decorativos (metopas).